# Дивото зове
„Дивото зове“ (на английски: The Call of the Wild) е роман на американския писател Джек Лондон, публикуван през 1903 година. В него се разказва за южняшкото куче Бък, което попада сред дивия север. След много битки с Шпиц, теглене на тежки пощенски шейни, неприятности с алчни хора, Бък открива Джон Тортън. Бък му остава верен до гроб, но дивите му истинкти надделяват и той често изчезва от лагера. Един ден той се връща от лов и вижда господаря си убит от ихатите. По-късно той се присъединява към глутница вълци.
Това е най-четеното произведение на Джек Лондон и се смята за най-добрия роман от ранния му период. Многократно е филмиран като първият филм е от 1935 с участието на Кларк Гейбъл и Лорета Йънг.